# Vandellia sanguinea
Vandellia sanguinea är en fiskart som beskrevs av Eigenmann, 1917. Vandellia sanguinea ingår i släktet Vandellia och familjen Trichomycteridae. Inga underarter finns listade i Catalogue of Life.